# Rokytne (Sarny, Dorf)
Rokytne (ukrainisch Рокитне; russisch Рокитное Rokitnoje, polnisch Rokitno bzw. älter Rakitno) ist ein Dorf in der Oblast Riwne in der Ukraine und grenzt im Süden an die gleichnamige Siedlung städtischen Typs Rokytne.

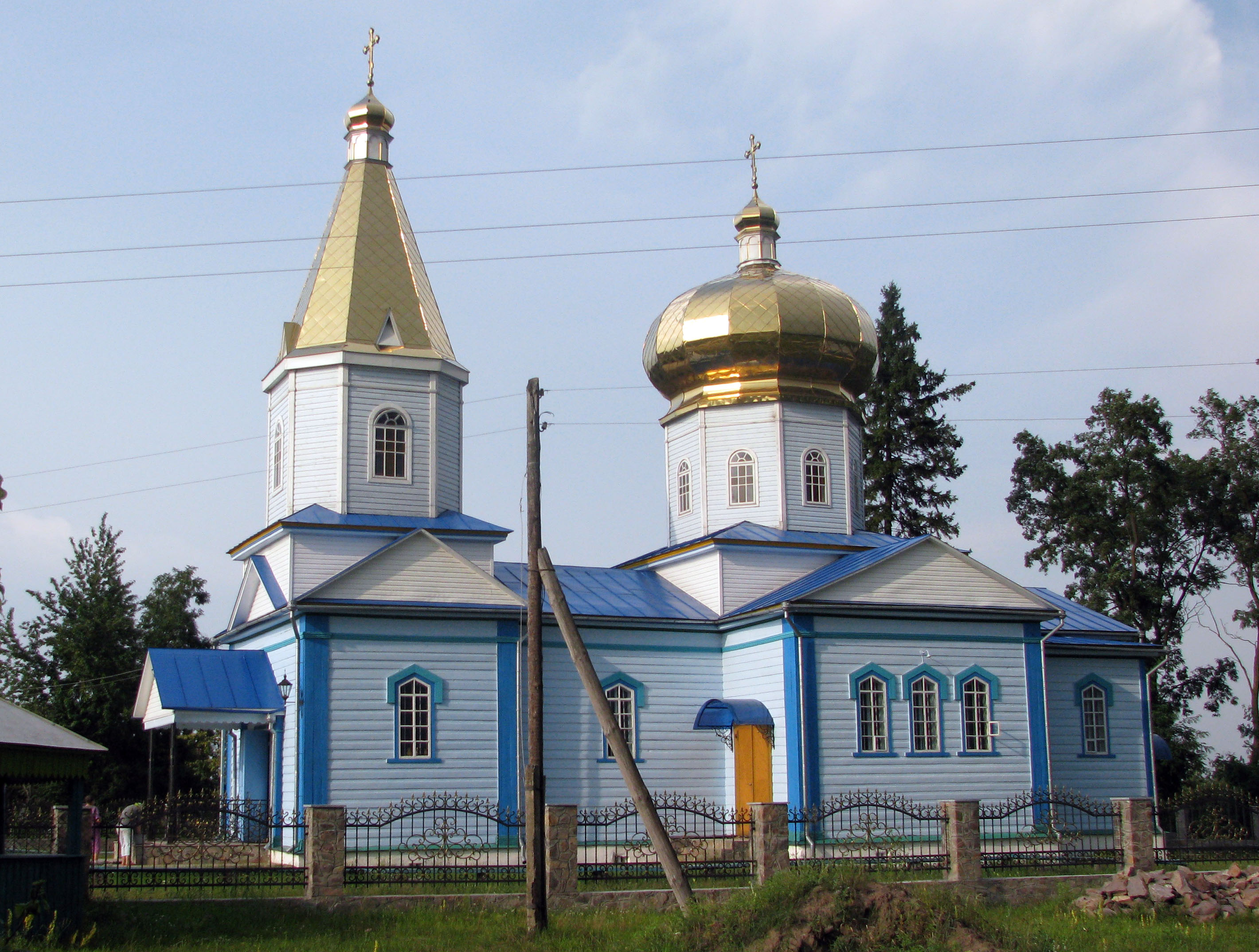
Kirche im Ort

Das Dorf hat etwa 4900 Einwohner (2006) liegt unweit nördlich der Fernstraße M 07 auf halbem Weg zwischen Kiew und dem ukrainisch-polnischen Grenzübergang Jahodyn.
Das Dorf bestand bereits vor 1795 als Teil der Adelsrepublik Polen-Litauen in der Woiwodschaft Brześć Litewski und kam 1792 zum neugegründeten Gouvernement Wolhynien als Teil des Russischen Reiches.
Nach dem Ende des Ersten Weltkrieges wurde die Ortschaft ein Teil der Zweiten Polnischen Republik (Woiwodschaft Wolhynien, Powiat Sarny, Gmina Kisorycze), nach dem Ausbruch des Zweiten Weltkrieges wurde das Gebiet durch die Sowjetunion und ab 1941 durch Deutschland besetzt. 1945 kam das Dorf erneut zur Sowjetunion und wurde in die Ukrainische SSR eingegliedert. Nach dem Zerfall der Sowjetunion 1991 wurde er schließlich ein Teil der unabhängigen Ukraine.
Am 12. Juni 2020 wurde das Dorf ein Teil der neu gegründeten Siedlungsgemeinde Rokytne im Rajon Rokytne; bis dahin bildete es zusammen mit den Dörfern Lissowe (Лісове), Osnyzk (Осницьк) und Staryky (Старики) die Landratsgemeinde Rokytne (Рокитнівська сільська рада/Rokytniwska silska rada) im Zentrum des Rajons Rokytne.
Am 17. Juli 2020 wurde der Ort Teil des Rajons Sarny.